# ESSA-1
ESSA-1 foi um satélite norte-americano de pesquisas atmosféricas. A NASA lançou-o através de Cabo Canaveral, nos Estados Unidos.
O ESSA-1 foi lançado em 3 de fevereiro de 1966 às 07:41UTC . Foi lançado no foguete Delta. A espaçonave tinha uma massa de 304 kg no momento do lançamento. O ESSA-1 tinha uma inclinação orbital de 97,91° e orbitava à Terra uma vez a cada 100 minutos. Seu perigeu foi de 702 quilômetros e seu apogeu foi de 845 quilômetros.